# 里雄莱锡安
里雄莱锡安，又称里雄，是以色列中央區的一座城市，紧靠特拉维夫的南面，属于特拉维夫大都市区的一部分（Gush Dan）。它是以色列第四大城市，拥有260,453人口（2022年）。现任市长是Meir Nitzan。

## 历史
该市由来自乌克兰哈尔科夫的10名犹太复国主义成员创建于1882年7月31日，在扎尔曼·大卫·列文廷的带领下，他们为此目的购买了位于现今特拉维夫东南部的 835 英亩（3.4 平方公里）土地，该土地靠近一个名为艾云卡拉的阿拉伯村庄。新移民面临很多困难：土壤沙质、缺水、贫困、缺乏农业经验。
1890年人口为266人。五年后增加到450人，到1898年则增加到 531 人。

### 名称
里雄莱锡安意為「首先到锡安」。里雄莱锡安这个名字的字面意思是“锡安第一人”，之所以选择它是因为《希伯来圣经》中的这句诗句：“他们是锡安第一人，我将向耶路撒冷发出宣告”。摘自《以赛亚书》第41章第27节。

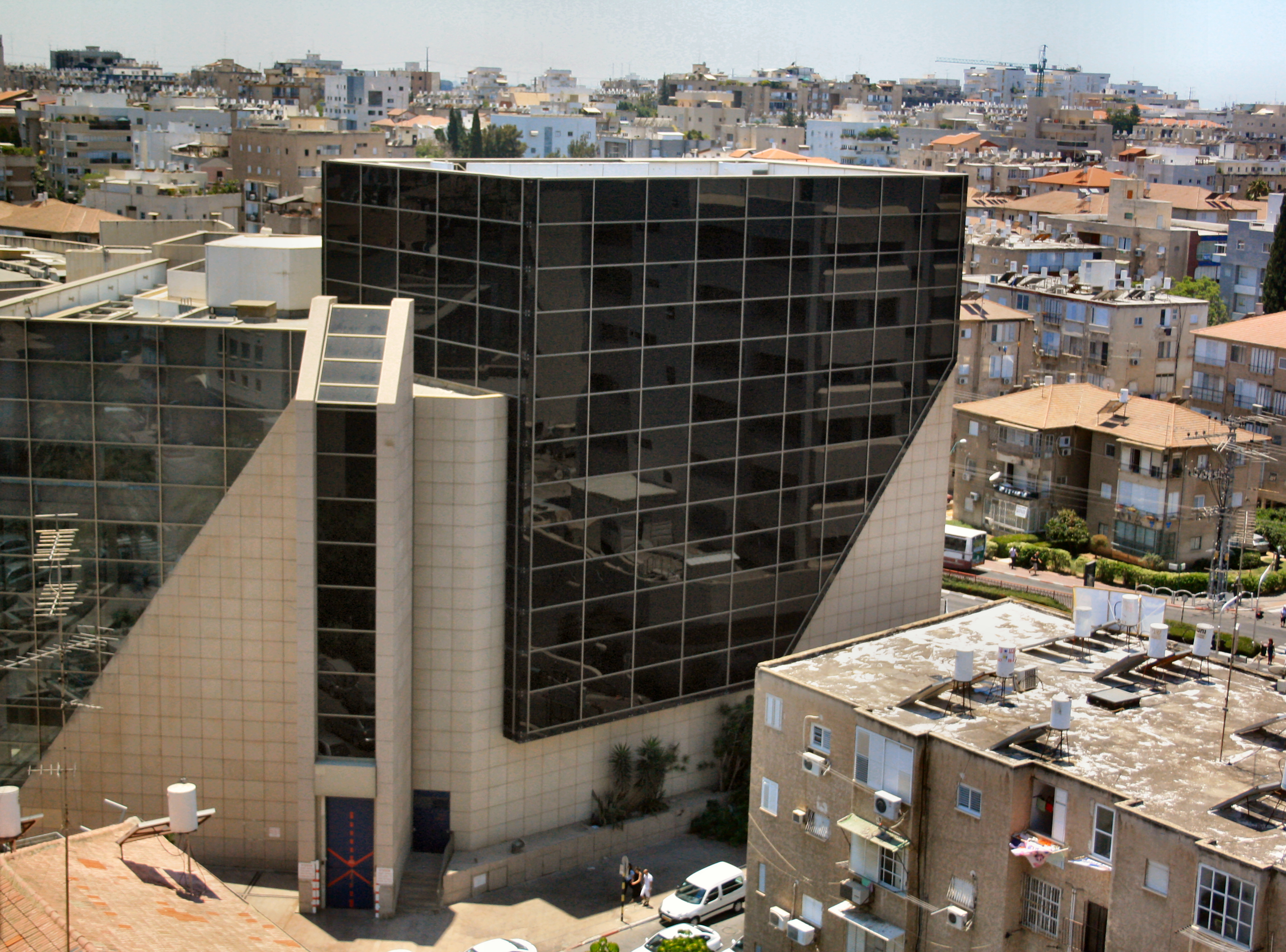
2013年的里雄莱锡安

### 友好城市
- 法国尼姆，1986
- 德国明斯特
- 波兰卢布林
- 俄罗斯圣彼得堡

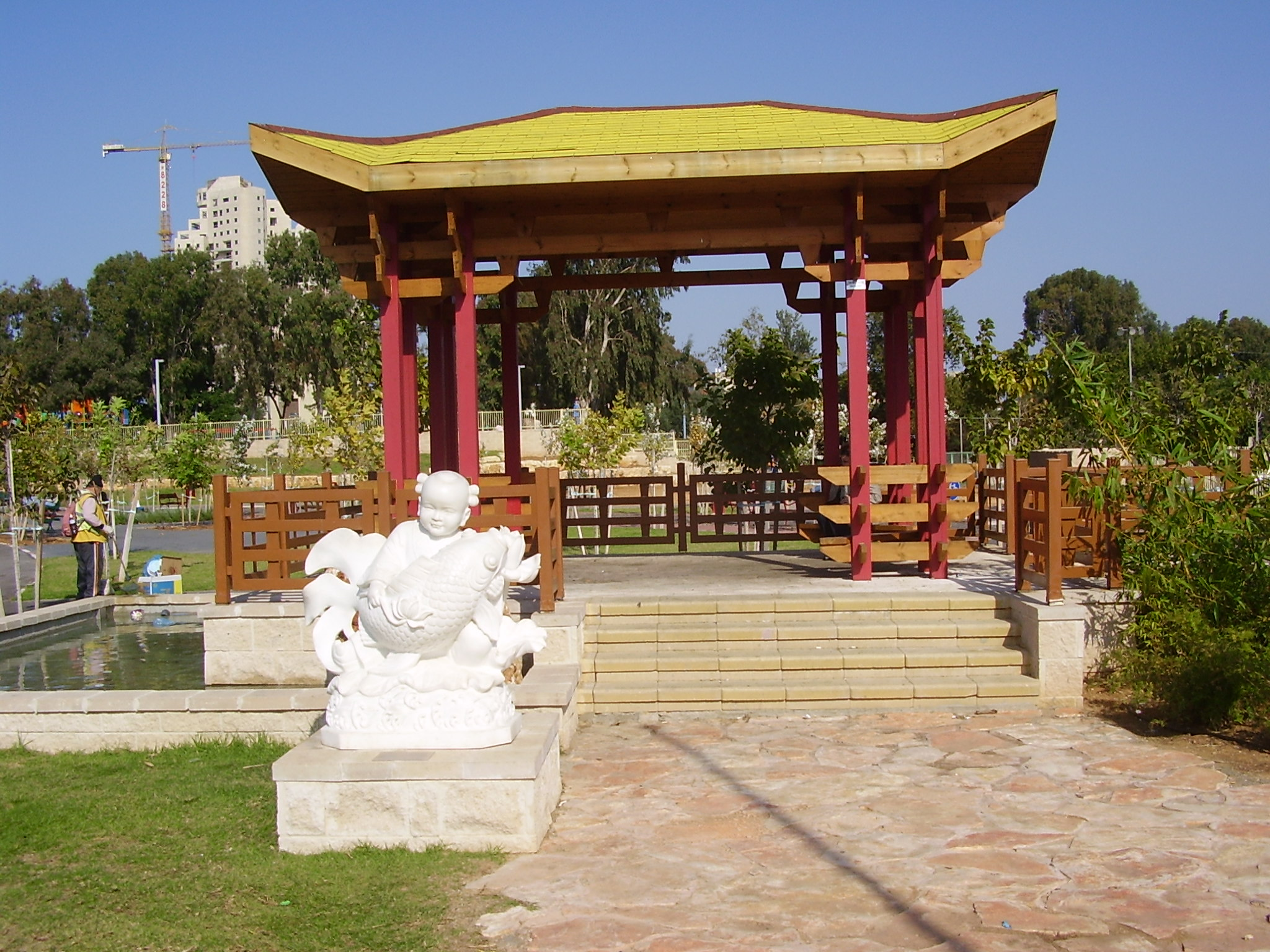
里雄莱锡安城市公园中的姐妹城市天津亭

- 美国马里兰州乔治王子县
- 美国新泽西州Metrowest
- 罗马尼亚布拉索夫
- 匈牙利德布勒森
- 中国天津
- 意大利泰拉莫
- 荷兰海伦芬
- 埃塞俄比亚贡德尔